# J. Cole
J. Cole, pseudonimo di Jermaine Lamarr Cole (Francoforte sul Meno, 28 gennaio 1985), è un rapper e produttore discografico statunitense.
Cole ha pubblicato il suo album di debutto in studio, Cole World: The Sideline Story nel 2011. Ha debuttato al numero uno della Billboard 200 ed è stato certificato platino dalla Recording Industry Association of America (RIAA). Le due successive uscite, Born Sinner del 2013 e 2014 Forest Hills Drive del 2014 hanno ricevuto recensioni per lo più positive dalla critica, ed entrambe sono state certificate platino negli Stati Uniti. Quest'ultimo gli è valso la sua prima nomination ai Grammy Award come miglior album rap. Nel 2016 ha pubblicato il suo quarto album, 4 Your Eyez Only, che ha debuttato al numero uno della classifica Billboard 200, ed è stato successivamente certificato platino. Il suo quinto album, KOD, è stato pubblicato nel 2018 e ha anche debuttato in cima al Billboard 200; segnando il suo quinto album numero uno; il 14 maggio 2021 ha pubblicato l'album The Off-Season.
Autodidatta al pianoforte, Cole svolge anche l'attività di produttore, dedicandosi ad artisti come Kendrick Lamar e Janet Jackson, oltre a gestire la maggior parte della sua produzione. Ha sviluppato altre iniziative tra cui la Dreamville Records e un'organizzazione senza fini di lucro chiamata "Fondazione Dreamville". Nel gennaio 2015, Cole ha deciso di ospitare gratuitamente madri single nella sua casa d'infanzia a Fayetteville, nella Carolina del Nord.
Straordinario storyteller, nonché autore di acclamati concept album spesso certificati platino anche senza featuring  e dotato di eccellenti abilità come freestyler, J. Cole è spesso giudicato come uno dei rapper ed MC migliori di tuttti i tempi.

## Biografia
Cole il 28 gennaio 1985 nasce in una base militare statunitense a Francoforte nella allora Germania Ovest. Suo padre, afroamericano, ha prestato servizio militare in Germania, dove ha conosciuto la madre di Jermaine, Kay Cole. All'età di 8 mesi si trasferisce con la famiglia a Fayetteville, Carolina del Nord, dove viene cresciuto dalla madre, lo zio e il cugino dopo l'abbandono da parte del padre. Ha un fratello maggiore di nome Zach Cole.
Inizia ad interessarsi al rap all'età di 12 anni, ma solo a 15 decide di dedicarsi pienamente alla sua vocazione. Fece parte di un gruppo locale, di nome Bomm Sheltuh, sotto lo pseudonimo Therapist.
Cole è cresciuto in un ambiente multietnico. La sua infanzia è caratterizzata da un amore per il basket e per il rap e in giovane età è un primo violino della Terry Sanford Orchestra. Si diploma nel 2003 alla Terry Sanford High School con un GPA di 4.2 e vince una borsa di studio alla St. John's University di New York, dove si diploma a pieni voti senza però ricevere la laurea fino al 2015 a causa di un mancato pagamento dei libri di testo.
Riguardo alla sua adolescenza, Cole rilasciò un'intervista nel 2011 alla rivista hip-hop XXL:
"Posso identificarmi con le persone bianche, perché conosco mia madre, e i suoi familiari, che io amo. Ho avuto amici bianchi. Conosco ragazzi della mia scuola superiore che non frequentavo all'infuori di essa, ma penso che ho avuto modo di conoscerli abbastanza bene, quindi conosco il loro senso dell'umorismo. Però, alla fine della giornata, non mi sento bianco. Non so che cosa si provi. Posso immedesimarmi. Ma non potrò mai sentirmi come uno di loro. Non è che non lo volevo, o che non ci abbia provato, ma semplicemente io ero quello che ero. Mi identifico di più con il mio aspetto, perché è così che mi sono sempre trattato. Non necessariamente in modo negativo. Ma quando vieni arrestato dalla polizia, non posso tirare fuori la mia carta di metà-bianco. O se mi incontrate per strada non direste mai, "Questo ragazzo sembra metà-bianco." "

## Carriera

### 1999–2008: Gli esordi

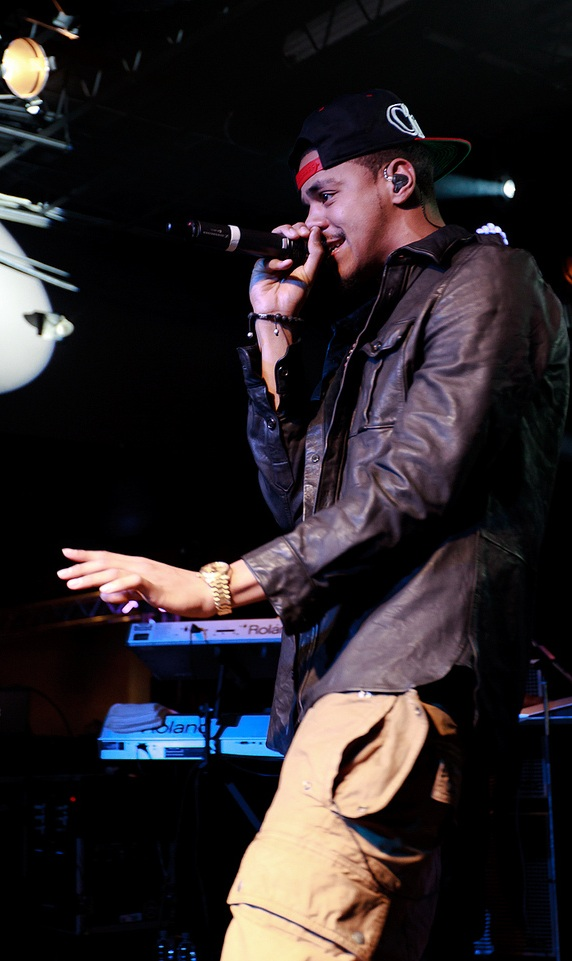
J.Cole a Londra nel 2011

Dopo essere stato ispirato musicalmente da Canibus, Nas, Tupac e Eminem, Cole e suo cugino hanno cominciato a lavorare sullo sviluppo delle loro conoscenze di base sulle rime e i giochi di parole, nonché a imparare come interpolare le loro storie all'interno dei loro testi. A 14 anni, Cole aveva diversi taccuini pieni di idee per le canzoni, tuttavia, non era in grado di produrre ritmi oltre ai campionamenti. La madre di Cole in seguito acquistò una drum machine Roland TR-808 al fine di migliorare la comprensione delle produzioni da parte di Cole. Nel corso dei successivi tre anni, ha iniziato a pubblicare canzoni su vari forum di Internet sotto l'appellativo di Blaza, ma in seguito ha deciso di cambiare il suo nome in Therapist.
Cole in seguito ampliò la sua produzione per creare un intero CD musicale composto da strumentali e viaggiò fino ai Roc the Mic Studio, sperando di poterlo farlo sentire a Jay-Z mentre faceva le sessioni di registrazione per American Gangster. Cole ha atteso per oltre tre ore, prima di essere licenziato da Jay Z. Cole in seguito ha usato il CD come sfondo per il suo mixtape di debutto The Come Up. Il mixtape fu ben accolto, ma non ebbe un significativo riconoscimento.

### 2009–2010: I mixtape e il contratto con la Roc Nation
Il 15 giugno 2009 rilascia il suo secondo mixtape, The Warm Up, con un consenso positivo. Cole ha definito se stesso "il primo rapper tedesco" a firmare un contratto con la Roc Nation.La sua figura vede la partecipazione in numerosi singoli e mixtape di vari artisti come Jay-Z e B.o.B. Appare nell'album The Blueprint 3 (2009) di Jay-Z, nel singolo "A Star Is Born". Partecipò in tutti i due album di debutto del rapper Wale, rispettivamente Attention Deficit (2009) e il mixtape Back to the Feature (2009). Nel gennaio del 2010, insieme a Jay Electronica e Mos Def, collaborò nel singolo di Talib Kweli e Hi-Tek, "Just Begun" per il Reflection Eternal album Train of Thought (2000), intitolato Revolutions Per Minute (2010). Cole partecipò anche nel mixtape di B.o.B, May 25th (2010) nel singolo "Gladiators".
Agli inizi del 2010, Cole viene scelto dalla Beyond Race Magazine, nella classifica "50 migliori artisti in ascesa", posizionandosi quarantanovesimo. Venne pubblicata una sua intervista nel 2010, per il magazine XXL, e venne introdotto nella classifica "Top 10 matricole". Il 19 marzo Cole inizia un college tour che proseguirà fino al 30 aprile, e si concluse a New Brunswick (New Jersey), alla Rutgers University. Il tour fu caratterizzato anche da una sosta presso la Syracuse University, dove Cole partecipò a uno spettacolo con il collega rapper Wiz Khalifa. Il 31 marzo 2010 si esibisce con nuovo un brano, intitolato Who Dat. il singolo venne pubblicato il 30 aprile 2010. Partecipò al singolo di Young Chris, "Still the Hottest", così come nel singolo d'esordio di Miguel, All I Want Is You.
Il 15 giugno 2010, per celebrare l'anniversario della pubblicazione del mixtape The Warm Up, Cole rilasciò un freestyle, intitolato "The Last Stretch". Il 21 giugno 2010 viene trasmesso per la prima volta sulla rete televisiva americana BET il video musicale del suo primo singolo ("Who Dat"), nel programma 106 & Park.
Nell'agosto 2010 Cole viene premiato agli UMA 2010 (Underground Music Awards) come miglior artista maschile dell'anno, grazie al preannuncio del suo mixtape The Warm Up, e il suo lavoro con la casa discografica Roc Nation, appartenente a Jay-Z, alla 2010 Underground Music Awards. In un'intervista del luglio 2010, J. Cole rivelò i titoli di tre suoi singoli che appariranno nel suo album di debutto: "Dreams", "Won't Be Long", e "Never Told"; che venne presentato da No I.D.
Il 30 ottobre 2010 una demo intitolata "I'm Coming Home" trapelò su internet. Cole registrò la canzone e ne fece una traccia di riferimento per Diddy, che più tardi divenne "Coming Home" per l'album Last Train to Paris (2010). Il 12 novembre 2010 pubblica il suo terzo mixtape ufficiale intitolato Friday Night Lights che vede la partecipazione di Drake, Wale e Omen. La maggior parte della produzione del mixtape venne gestita da Cole stesso.

Firma di J. Cole

### 2011:Cole World: The Sideline Story
Nel gennaio 2011 Cole fa da gruppo spalla a Drake durante il Light Dreams and Nightmares UK Tour.
 Nell'aprile del 2011 venne pubblicato il singolo "HiiiPoWeR", creato per il rapper Kendrick Lamar, per il suo album Section.80 (2011). Il 15 giugno 2011 pubblica il brano musicale Work Out come primo singolo del suo primo album, per celebrare il secondo anniversario del suo acclamato mixtape The Warm Up. Il video musicale della canzone viene pubblicato su YouTube il 15 agosto 2011.
Nell'estate 2011 ha aperto alcuni concerti del Loud Tour della cantante barbadiana Rihanna in Nord America.
Il 22 pubblica la copertina del suo primo album (destinato ad essere pubblicato a settembre) e il 29 agosto pubblica su Twitter la tracklist.
Il 1º settembre pubblica il singolo  Can't Get Enough, il quale video musicale vede la partecipazione di Rihanna. Il suo primo album, intitolato Cole World: The Sideline Story, viene pubblicato il 27 settembre 2011 dalle etichette discografiche Roc Nation e Columbia Records. L'album ha raggiunto 218 000 copie vendute dopo una settimana dalla data di pubblicazione e 500 000 copie nel dicembre 2011.

### 2011–2013:Born Sinnere la collaborazione con Kendrick Lamar
Il 24 ottobre 2011, durante un'intervista, Cole ha dichiarato che sta lavorando alla produzione del suo secondo album con la speranza di pubblicarlo nel giugno 2012.
Il 6, il 7 e l'8 novembre 2011 ha aperto i concerti di Tinie Tempah apparendo alla Echo Arena di Liverpool, alla Motorpoint Arena di Cardiff, alla LG Arena di Birmingham, alla SECC Arena di Glasgow e alla Manchester Evening News Arena.
Il 24 febbraio 2012 Cole raggiunge 2 milioni di followers su Twitter e rilascia un brano intitolato Grew up Fast per celebrare il traguardo. Il 1º marzo 2012 torna a Fayetteville e rilascia Visionz of Home per celebrare il suo ritorno. Il 14 maggio dichiara che sta lavorando ad un nuovo album in collaborazione con Kendrick Lamar.
Il 5 novembre Cole rivela su Ustream il nome e la data di pubblicazione del suo secondo album, Born Sinner. Il primo singolo estratto dall'album è Miss America, pubblicato il 13 novembre 2012.

### 2014–2016:2014 Forest Hills Drive

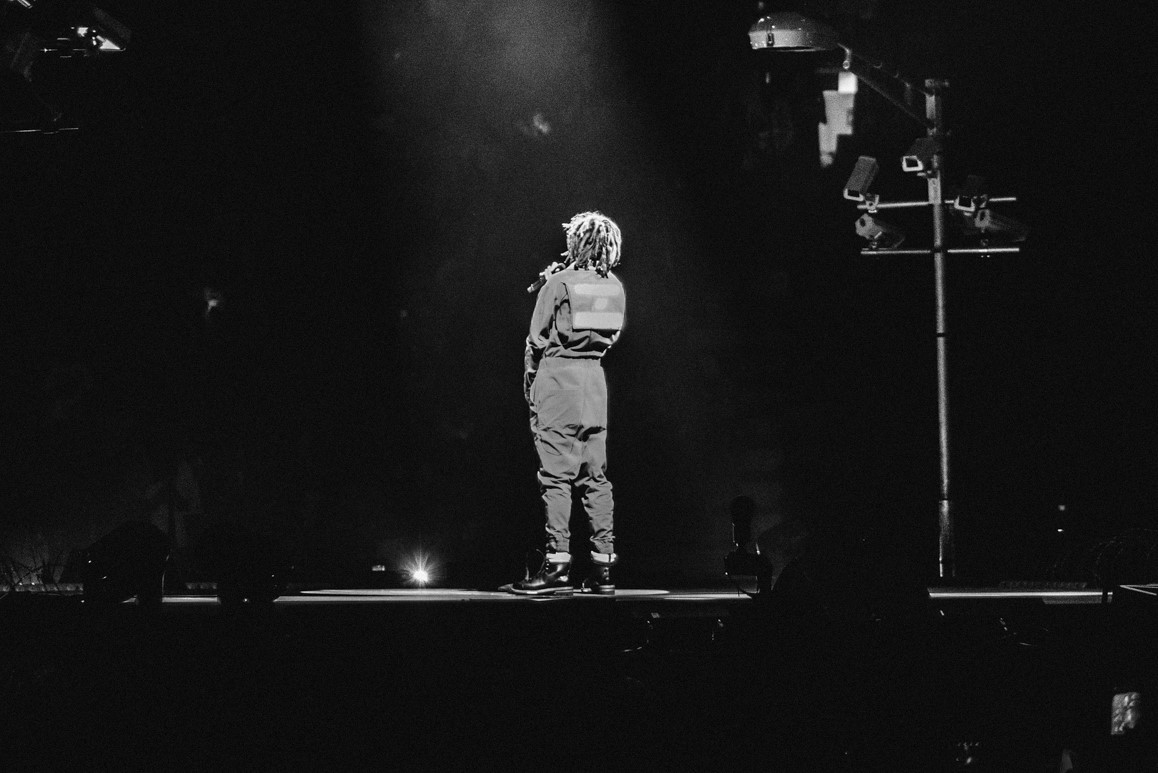
J Cole nel 2017

Il 28 gennaio 2014, J. Cole ha annunciato che la sua etichetta discografica Dreamville Records aveva firmato un accordo di distribuzione con la Interscope Records, pubblicando una mixtape compilation intitolata Revenge of the Dreamers. Al momento della transazione, l'etichetta includeva la partecipazione degli artisti Bas, Omen e KQuick.
Il 16 novembre 2014, Cole ha pubblicato un video dove annuncia che il suo terzo album sarà pubblicato il 9 dicembre 2014, intitolato 2014 Forest Hills Drive. Inoltre il video era caratterizzato da filmati riguardanti il making-of dell'album in uscita. Il nome Sake dell'album si è rivelato essere l'indirizzo della casa d'infanzia di Cole a Fayetteville, nella Carolina del Nord.
Cole ha precisato che l'album sarà diffuso senza nessun primo singolo e verrà poco pubblicizzato. La 13-traccia era disponibile alla preordinazione su iTunes prima del rilascio ufficiale dell'album.

### 2016–2018:4 Your Eyez OnlyeKOD
Il 9 dicembre 2016 pubblica il suo quarto album ufficiale. Il progetto viene accolto in maniera molto positiva dalla critica. Il disco debutta alla posizione numero 1 della classifica Billboard, vincendo prima il disco d'oro, e successivamente il disco di platino.
Il 18 aprile 2018, J. Cole tramite un tweet annuncia ai fan il suo quinto album in studio, intitolato KOD, uscito il 20 aprile. Il titolo è un acronimo e ha tre diversi significati: Kids on Drugs, King Overdosed e Kill Our Demons. L'album, prodotto per la maggior parte da Cole stesso, presenta 12 tracce e due collaborazioni, nelle canzoni "The Cut Off" e "Friends", che vedono entrambe la partecipazione di kiLL edward, l'alter ego di Cole.
Il disco debutta al primo posto della classifica Billboard rompendo parecchi record.

### 2019–oggi:Revenge of the Dreamers III, The Off-Season,le collaborazioni eThe Fall Off

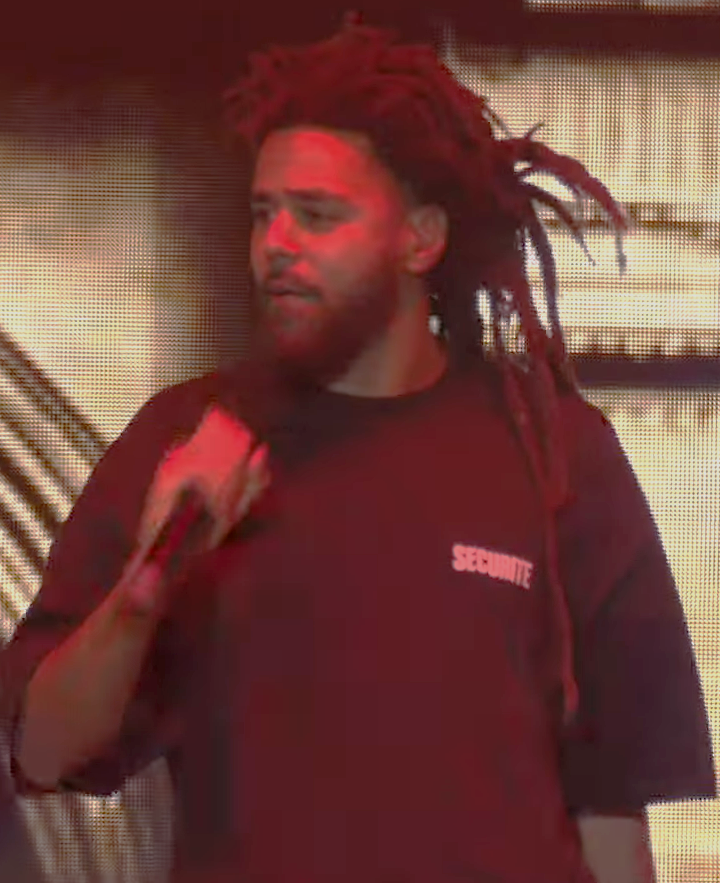
J. Cole nel 2023

Il 6 gennaio 2019 Cole annuncia il terzo volume della compilation di Dreamville, l'etichetta discografica di Dole, Revenge of the Dreamers III, uscito poi il 5 luglio 2019.
Il 16 giugno 2020, J. Cole rilascia la sua prima canzone dell'anno, "Snow on tha Bluff", seguita poi da un EP, Lewis Street, contenente due canzoni, "The Climb Back" e "Lion King on Ice", estratte dall'atteso ultimo album The Fall Off, la quale uscita era inizialmente programmata per il 2021. Il 29 dicembre, tramite un post su Instagram, annuncia l'inizio della "The Fall Off Era". Inoltre, egli esplicita la propria intenzione di rilasciare altri due progetti, The Off-Season e It's A Boy, prima dell'uscita dell'ultimo album. Il primo estratto dal disco, Interlude, esce il 7 maggio dello stesso anno.
Il 29 aprile 2021, il rapper di Dreamville Bas, pubblica una foto su Instagram raffigurante J. Cole in uno studio e annunciando l'uscita di The Off-Season, programmata per il 14 maggio. L'album viene interamente prodotto da T-Minus e contiene featuring di artisti come 21 Savage, 6lack, Morray, Bas e Lil Baby,
A settembre 2021 pubblica il freestyle "Heaven's EP", su un beat che riprende la strumentale di Drake nella traccia "Pipe Down" contenuta nel suo progetto Certified Lover Boy. Il freestyle farà poi parte dell'album collaborativo D-Day: A Gangsta Grillz Mixtape, pubblicato con la sua label, la Dreamville e in cui appare in due canzoni "Stick" e "Freedom of speech". 
Tra il 2022 e il 2023 si dedica a numerosi featuring in singoli e album di artisti famosi, iniziando il 28 gennaio 2022 nella canzone Johhny P's Caddy di
Benny the Butcher, singolo dal suo album Tana Talk 4, l'8 aprile nella canzone London della rapper britannica Bia. Il 3 marzo 2023 collabora alla canzone On the Street dell' cantante sud-coreano J-Hope, che ha sempre dichiarato di avere in Cole il suo idolo, e il 12 maggio successivo nella canzone All My Life del rapper Lil Durk; infine il 6 ottobre 2023 riafforza il sodalizio con Drake apparendo nella canzone First Person Shooter dal suo album For All the Dogs.
A febbraio e marzo 2024 il rapper ha pubblicato due vlog sui suoi canali Instagram e Youtube inaugurando la serie Mightdeletelater, un mix di filmati tratti dal suo e canzoni inedite del rapper in compagnia di altri rapper famosi che anticipano, oltre al nuovo album The Fall Off (da tempo annunciato e atteso per il 2024), anche il mixtape Might Delete Later, pubblicato a sorpresa il 4 aprile successivo. Il disco contiene, oltre alle partecipazioni Cam'ron, Gucci Mane, Ab-Soul, Ari Lennox, Central Cee e Daylyt, anche una risposta al dissing di Kendrick Lamar nella traccia finale, 7 Minute Drill. La risposta arriva dopo che il rapper di Compton se l'era presa con Cole e Drake nel suo featuring in Like That di Future e Metro Boomin, tratto dal loro album collaborativo We Don't Trust You.Dopo che la traccia viene accolta tiepidamente da fan e critici, Cole decide di scusarsi pubblicamente con Lamar durante un concerto del Dreamville Festival, affermando di essersi pentito di aver pubblicato quella traccia.Contestualmente al proseguimento del dissing tra Lamar e Drake, con toni sempre più accesi e pesanti, iniziano a circolare voci mai confermate secondo cui Cole sarebbe stato consigliato dal rapper della TDE Schoolboy Q di farsi da parte e uscire dalla faida.

### Carriera nel basket
Grande appassionato di basket, come molti ragazzi americani ha praticato questo sport giocando per la squadra della propria High School.
Successivamente, nel 2021, firma un contratto per 3 partite con la squadra Ruandese dei Patriots.
Rimasto svincolato dopo l'avventura in Ruanda, firma con gli americani del Scarborough Shooting Stars.

## Iniziative imprenditoriali

### Dreamville Records

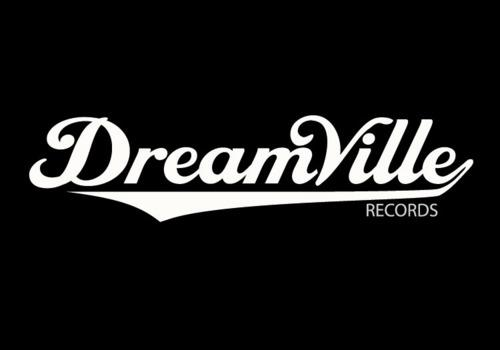
Il logo della Dreamville Records

Durante la composizione di The Come Up, Cole ha creato la sua etichetta discografica all'inizio del 2007 con l'attuale presidente dell'etichetta Ibrahim Hamad. Cole cercava una strada per pubblicare la propria musica, mentre Hamad desiderava creare un'etichetta discografica, spingendo i due a unirsi per formare la Dreamville Records. L'etichetta è attualmente distribuita da Interscope Records.
Cole, Omen e Bas erano gli artisti inaugurali dell'etichetta. L'etichetta ospita artisti tra cui Cole, Omen, Bas, Cozz, Lute, Ari Lennox, JID e il duo EarthGang. I produttori interni includono Elite, Ron Gilmore, Cedric Brown e Meez. La Dreamville Records ha pubblicato nove album, con tre platino certificato o superiore dalla Recording Industry Association of America (RIAA).

### La Fondazione Dreamville
Nell'ottobre 2011 Cole ha fondato la Dreamville Foundation, un'organizzazione no profit per colmare il divario "tra i mondi delle opportunità e la gioventù urbana" della città natale di Cole, Fayetteville, nella Carolina del Nord. La Fondazione svolge attività filantropiche, come un "Ritorno a scuola" in omaggio per fornire materiale scolastico agli studenti. La Fondazione ha anche lanciato un club del libro per ragazzi e sponsorizzato "Il concorso per la scrittura perfetta di nessuno e il brunch della mamma" per gli studenti. Sponsorizza un fine settimana annuale degli eventi della comunità di Fayetteville chiamato "Dreamville Weekend", che presenta una discussione con il Young Book Club e la cena di apprezzamento e un pannello Career Day di professionisti afroamericani in una varietà di campi.
Nel 2014, Cole ha acquistato la sua casa d'infanzia a Fayetteville, nella Carolina del Nord, per 120.000 dollari attraverso la Fondazione Dreamville. La casa era stata recuperata da sua madre anni prima, mentre Jermaine stava frequentando il college a New York. Il suo obiettivo è quello di trasformarla in una residenza gratuita per madri single e i loro figli.

### Dreamville Festival
Il 27 aprile 2018 J. Cole ha annunciato il Dreamville Festival, il festival con musica, cultura, cibo e arte locali, e include anche un mix di artisti emergenti e atti nazionali. Si prevede che sia un festival annuale. Tuttavia, a causa dell'Uragano Florence, l'evento fu rinviato alla sua data originale. Il festival è stato riprogrammato e tenuto presso la storica Dorothea Dix Parco a Raleigh, Carolina del Nord il 6 aprile 2019. La scaletta comprendeva tutti artisti di Dreamville così come SZA, Big Sean, Nelly, 21 Savage, 6lack, Davido e molti altri. Il Dreamville Festival prevede di donare i proventi alla Convergancy Dorothea Dix Park e alla Fondazione Dreamville.

### Moda
Nel febbraio 2020 J. Cole ha annunciato una partnership pluriennale di calzature e abbigliamento con Puma come ambasciatore del marchio. Secondo il direttore globale di Puma, Cole è coinvolto nella creazione di prodotti, campagne di marketing e orientamento culturale. Con l'annuncio, Puma e Cole hanno pubblicato un cortometraggio per le scarpe reinventate "Sky Dreamer", che ha debuttato durante il NBA All-Star Game del 2020.

## Vita privata
In un'intervista del gennaio 2016 con il regista Ryan Coogler, Cole ha rivelato di essere sposato. Sua moglie, Melissa Heholt, ha frequentato la St. John's University con Cole; è direttrice esecutiva della Fondazione Dreamville. Sempre in un'intervista del maggio 2018 con l'ospite radiofonico Angie Martinez, Cole ha dichiarato di avere un figlio.

## Discografia
- 2011 – Cole World: The Sideline Story
- 2013 – Born Sinner
- 2014 – 2014 Forest Hills Drive
- 2016 – 4 Your Eyez Only
- 2018 – KOD
- 2021 – The Off-Season
- 2024 - Might Delete Later

## Filmografia
- J. Cole: Road to Homecoming, regia di Scott Lazer (2015)
- Forest Hills Drive: Homecoming, regia di Scott Lazer (2015)
- Eyez, regia di Scott Lazer (2016)
- J. Cole: 4 Your Eyez Only, regia di J. Cole e Scott Lazer (2017)
- Dreamville Presents: REVENGE, regia di David Peters (2019)
- Applying Pressure: The Off-Season Documentary, regia di Scott Lazer (2021)

## Riconoscimenti
Grammy Awards
- 2012: Best New Artist (Nomination)
- 2014: Best Rap/Sung Collaboration: "Power Trip" featuring Miguel (Nominated)
- 2019: Best Rap song:"A lot "featuring 21 Savage

American Music Awards
- 2012: New Artist of the Year (Nomination)
- 2012: Best Rap/Hip Hop Album "Cole World: The Sideline Story" (Nomination)

BET Awards
- 2011: Best New Artist (Nomination)
- 2012: Best Hip Hop Artist (Nomination)
- 2012: Best Collaboration: "Party (Remix)" (Nomination)
- 2014: Best Male Hip Hop Artist (Nominated)

BET Hip Hop Awards
- 2011: Best Mixtape (Vinto)
- 2012: CD of the Year "Cole World: The Sideline Story"(Nomination)
- 2012: MVP of the Year (Nomination)
- 2012: Producer of the Year (Nomination)
- 2012: Lyricist of the Year (Nomination)
- 2012: Best Live Performer (Nomination)
- 2012: Reese's Perfect Combo Award: "Nobody's Perfect" (Nomination)
- 2013: Best Hip-Hop Video: "Power Trip" (Nominated)
- 2013: Reese's Perfect Combo Award: "Power Trip" featuring Miguel (Nominated)
- 2013: Best Live Performer (Nominated)
- 2013: Lyricist of the Year (Nominated)
- 2013: Producer of the Year (Nominated)
- 2013: MVP of the Year (Nominated)
- 2013: Track of the Year: "Power Trip" featuring Miguel (Nominated)
- 2013: Album of the Year "Born Sinner" (Nominated)
- 2013: Impact Track: "Crooked Smile" featuring TLC (Won)
- 2013: People's Champ Award: "Power Trip" featuring Miguel (Nominated)
- 2014: Best Hip Hop Video: "Crooked Smile" (Nominated)
- 2014: Lyricist of the Year (Nominated)

MTV Video Music Awards
- 2013: Best Hip-Hop Video: "Power Trip" featuring Miguel (Nominated) [60]
- 2014: Best Video with a Social Message: "Crooked Smile" featuring TLC (Nominated)

mtvU Woodie Awards
- 2012: Woodie of the Year: Series of Popular Mixtapes (Nomination)

Soul Train Music Award
- 2012: Best New Artist (Nomination)
- 2013: Best Hip-Hop Song of the Year: "Power Trip" featuring Miguel (Nominated)
- 2013: The Ashford and Simpson Songwriter's Award: "Crooked Smile" featuring TLC (Nominated)
- 2013: Best Collaboration: "Power Trip" featuring Miguel (Nominated)

World Music Awards
- 2014: Worlds Best Song: "Power Trip" featuring Miguel (Nominated)
- 2014: Worlds Best Album: "Born Sinner" (Nominated)
- 2014: Worlds Best Video: "Power Trip" featuring Miguel (Nominated)
- 2014: Worlds Best Male Artist (Nominated)
- 2014: Worlds Best Live Act (Nominated)
- 2014: Worlds Best Entertainer of the Year (Nominated)

Billboard Music Awards
- 2014: Top Rap Album: "Born Sinner" (Nominated)